# 恩西諾 (新墨西哥州)
恩西諾（英語：Encino）是位於美國新墨西哥州托蘭斯縣的村。

## 人口
根據2020年美國人口普查的數據，恩西諾的面積為5.16平方千米，皆為陸地。當地共有人口51人，而人口密度為每平方千米10人。